# Christina Dalcher
Christina Dalcher (...) è una scrittrice e linguista statunitense.

## Biografia
Dalcher è cresciuta nel New Jersey. Ha studiato alla Georgetown University. Dal 2006 al 2009 ha vissuto a Clerkenwell e ha lavorato come ricercatrice alla City University di Londra. Successivamente si è trasferita per tre anni ad Abu Dhabi e alcuni mesi in Sri Lanka con il marito Bruce, un avvocato specializzato in diritto marittimo. Vive a Norfolk, in Virginia.
Dalcher si è dedicata tardi alla scrittura, quasi cinquantenne; la sua opera prima, il romanzo distopico Vox, è stato pubblicato appena quattro anni dopo, nel 2018. A distanza di due anni pubblica il romanzo La classe e successivamente La sorellanza, entrambi portati in Italia dalla casa editrice Nord. 
La scrittrice, specializzatasi in linguistica, parla italiano con accento fiorentino e un pessimo spagnolo. Tra i suoi scrittori di riferimento cita Stephen King,  Roald Dahl e Carl Sagan.

## Opere
L'autrice pubblica il suo primo romanzo, Vox, nel 2018, in piena pandemia. Dalcher non si era mai cimentata prima nella letteratura e, per scrivere la sua opera prima, ha tratto ispirazione da alcuni romanzi distopici: 1984 di George Orwell, letto per la prima volta esattamente nel 1984, quando l'autrice frequentava le scuole superiori e da allora riletto di frequente, Fahrenheit 451 dell'autore britannico Ray Bradbury e, in ultimo, Il racconto dell'ancella della canadese Margaret Atwood, letto a metà anni '80 appena pubblicato. Secondo Dalcher, il trait d'union di questi tre romanzi è il pericolo causato ai cittadini a causa di uno Stato troppo presente nelle loro vite.

### Narrativa
- Christina Dalcher, Vox. Romanzo [Vox], collana Narrativa 749, traduzione di Barbara Ronca, Milano, Nord, 2018  [2018], ISBN 978-88-429-3138-6.
  -  Christina Dalcher, Vox. Romanzo, traduzione di Barbara Ronca, Milano, Mondolibri, 2019.
  -  Christina Dalcher, Vox. Romanzo, collana TEA, traduzione di Barbara Ronca, Milano, TEA, 2020, ISBN 978-88-502-5620-4.
  -  Christina Dalcher, Vox. Romanzo, collana Suspense best seller, traduzione di Barbara Ronca, Milano, TEA, 2021, ISBN 978-88-502-6028-7.
- Christina Dalcher, La classe. Romanzo [Master Class], collana Narrativa 812, traduzione di Barbara Ronca, Milano, Nord, 2020  [2020], ISBN 978-88-429-3315-1.
  -  Christina Dalcher, La classe. Romanzo, collana TEA, traduzione di Barbara Ronca, Milano, TEA, 2022, ISBN 978-88-502-6249-6.
- Christina Dalcher, La sorellanza. Romanzo [Femland], collana Narrativa 861, traduzione di Claudine Turla, Milano, Nord, 2022  [2021], ISBN 978-88-429-3464-6.